# Claire Fraser
Claire Fraser est un personnage de fiction issu de la saga littéraire Le Chardon et le Tartan de Diana Gabaldon. Infirmière anglaise au XXe siècle, elle est propulsée en Écosse en 1743.

## Biographie

### Claire Beauchamp-Randall (1918-1945)
Claire Beauchamp, née le 20 octobre 1918, est la fille unique de Julia et Henry Beauchamp. Ses parents meurent dans un accident de voiture alors qu'elle n'a que cinq ans. Claire est alors adoptée par son oncle Quentin Lambert Beauchamp, un archéologue et historien qui l'emmène avec lui dans ses voyages.
Elle rencontre Frank Randall, un historien qui vient consulter son oncle au sujet de son travail. Ils se marient en 1937 et font un bref voyage de noces de deux jours dans les Highlands. Durant les premières années de leur mariage, Frank est un jeune professeur d'histoire et ils vivent tous deux ensemble dans différentes villes jusqu'en 1939 au gré des affectations de Frank. Frank devient au début de la Seconde Guerre mondiale un officier du MI6 et Claire s'engage comme infirmière. Elle commence ses études à l'hôpital de Pembroke puis est nommée à l'hôpital d'Amiens où elle passe deux ans. En 1943, elle devient infirmière en chef et est transférée à Caen. Le couple ne se voit qu'épisodiquement jusqu'en 1945.

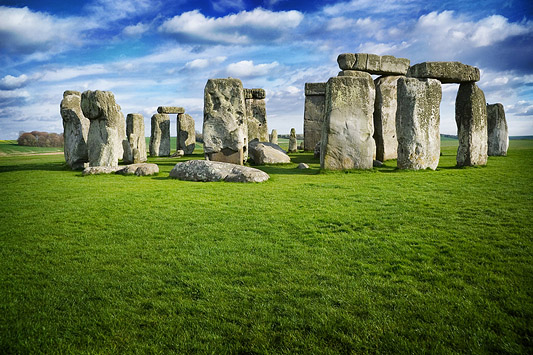
Stonehenge

La guerre terminée, Claire et Frank repartent en voyage de noces en avril 1945 en Écosse à Inverness, Frank souhaitant entamer des recherches sur ses ancêtres qui ont notamment vécu sous la rébellion jacobite au XVIIIe siècle. Ils s'immergent dans le passé et les croyances surnaturelles visitant notamment les vestiges alentour et un cercle de pierres nommé Craigh Na Dun.

### Claire Fraser (1743-1746)

#### La rencontre avec Jamie Fraser (1743-1744)
Un matin, Claire retourne seule à Craigh Na Dun afin d'y cueillir des plantes mais s'approchant trop près d'une pierre, tombe et se réveille prise dans une rixe entre un soldat anglais qui ressemble étrangement à Frank et un groupe d'Highlanders. Un Highlander la libère des griffes du soldat et ils rejoignent tous deux les autres membres du clan qui se sont mis à l'abri. Peu à peu Claire se rend compte que même si le décor a quelque peu changé elle a été propulsée dans un autre espace-temps. Elle se fait passer pour une anglaise du nom de Beauchamp qui tente de s'embarquer pour la France quand elle a été attaquée par des soldats anglais. Voyant qu'un des leurs a le bras déboîté elle propose son aide afin de le soigner. Le groupe retourne au château des MacKenzie, le château de Leoch, Claire chevauchant avec le highlander blessé, Jamie Fraser.

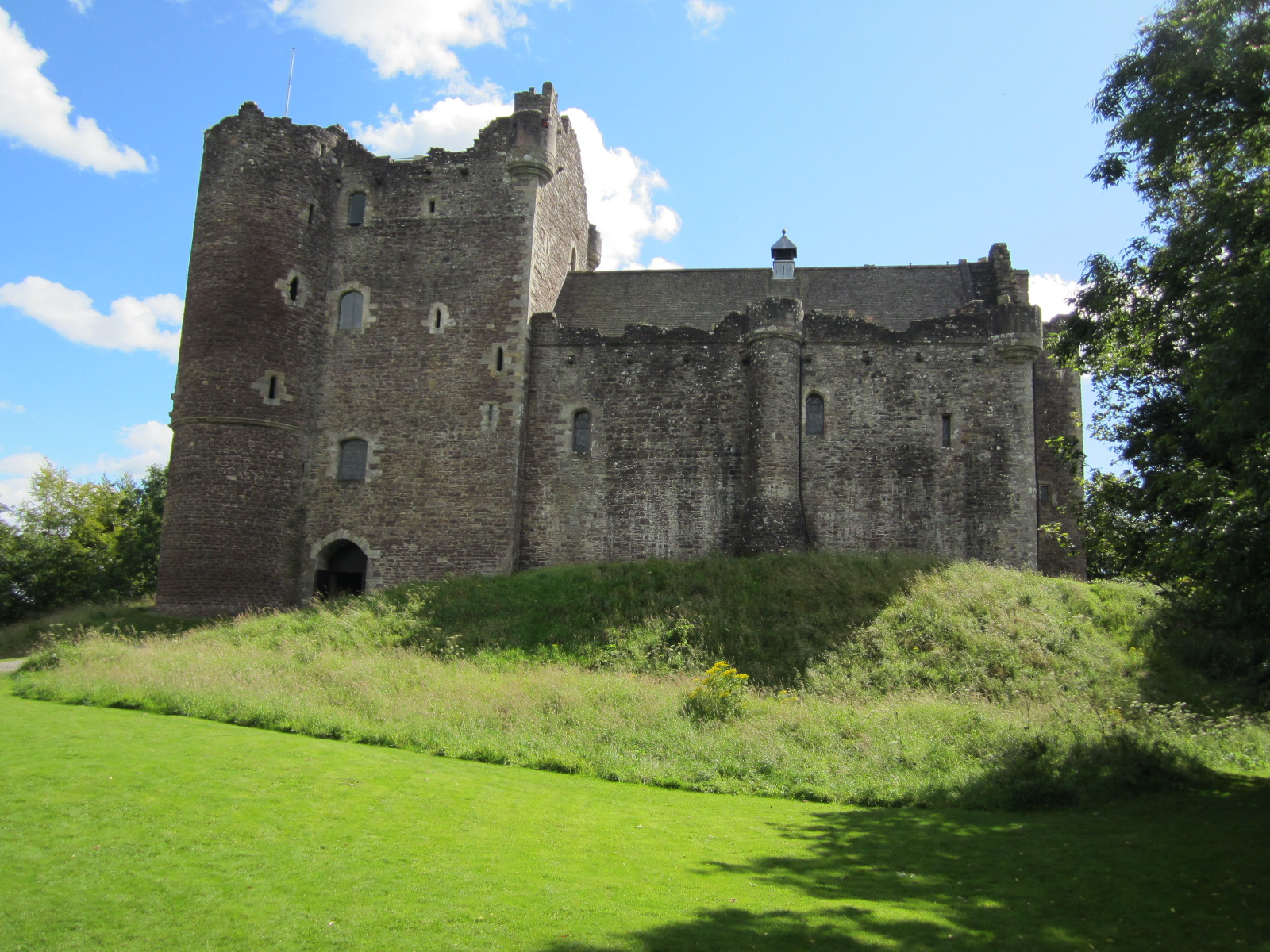
Château de Leoch (Château de Doune)

Claire est présentée au chef de clan, Colum MacKenzie, qui lui propose de l'héberger, la prenant plus ou moins pour une espionne. Elle n'a qu'une idée en tête, chercher à s'enfuir afin de rejoindre Craigh Na Dun et Frank. Claire s'adapte plus ou moins à ses nouvelles conditions de vie et continue de visiter fréquemment Jamie, le palefrenier du château afin de suivre sa convalescence. Il la surnomme sassenach qui signifie anglaise ou sans terre en gaélique. S'apprêtant à repartir, Claire est conviée par Colum à se rendre dans l'ancien lieu de travail du médecin récemment décédé, Colum voyant un intérêt dans les talents médicaux de Claire l'oblige à rester au château où elle devra exercer en tant que guérisseuse. Lors d'une tournée des loyers des fermiers, Claire découvre que le frère de Colum, Dougal, lève des fonds en vue de la rébellion jacobite en exhibant le dos de Jamie, mutilé par le capitaine Jack Randall, ancêtre de Frank. Le capitaine croyant également que Claire est une espionne souhaite l'interroger, la seule solution qui s'offre à elle est d'épouser un Écossais afin de la protéger de cet interrogatoire. Dougal propose donc à Claire et Jamie de se marier. Claire tout d'abord refuse mais ne trouvant pas d'autre échappatoire consent et le couple se marie en chemin dans une petite église. Lors de leur nuit de noces, Jamie avoue être très heureux de ce mariage car non seulement il est très amoureux d'elle et sa tête étant mise à prix il aurait difficilement trouvé une épouse. Il lui raconte son enfance à Lallybroch dont il est le laird, ses années d'études à Paris puis comme mercenaire en France, son emprisonnement pour avoir défendu ses terres et sa famille contre les Anglais, les deux cents coups de fouet donnés par Jack Randall, la mort de son père pendant la flagellation.
Même si elle est sous le charme de Jamie, Claire tente de rejoindre Craigh Na Dun mais se fait prendre en route par une troupe anglaise. Ravi, Jack Randall mène enfin son interrogatoire quand Jamie parvient à la délivrer. Il est ensuite contraint de la battre car non seulement elle lui a désobéi mais elle a également mis en danger le groupe. Folle de rage, Claire découvre les pratiques du clan et même si elle ne peut empêcher cette punition, elle promet de le tuer s'il recommence. De retour à Leoch, Laoghaire, une jeune fille amoureuse de Jamie, se venge de Claire en la précipitant dans un piège. Celle-ci est jugée pour sorcellerie aux côtés de Geillis Duncan. Claire n'est que fouettée en public quand Geillis est condamnée à mort. Jamie parvient à la sauver mais découvre sur son corps une marque semblable à celle de Geillis. Il veut savoir si elle est une sorcière et Claire lui avoue alors toute son histoire. La marque est celle du vaccin de la variole pratiquée au XXe siècle, preuve que Geillis vient également du futur. Ému par son récit, Jamie lui propose de l'accompagner à Craigh Na Dun afin de rejoindre son mari mais au dernier moment Claire choisit de rester à ses côtés. Fou de joie, Jamie décide de partir vivre chez lui à Lallybroch, la demeure de ses parents qui est devenue la sienne et qui fait de Claire la lady de Broch Tuarach.

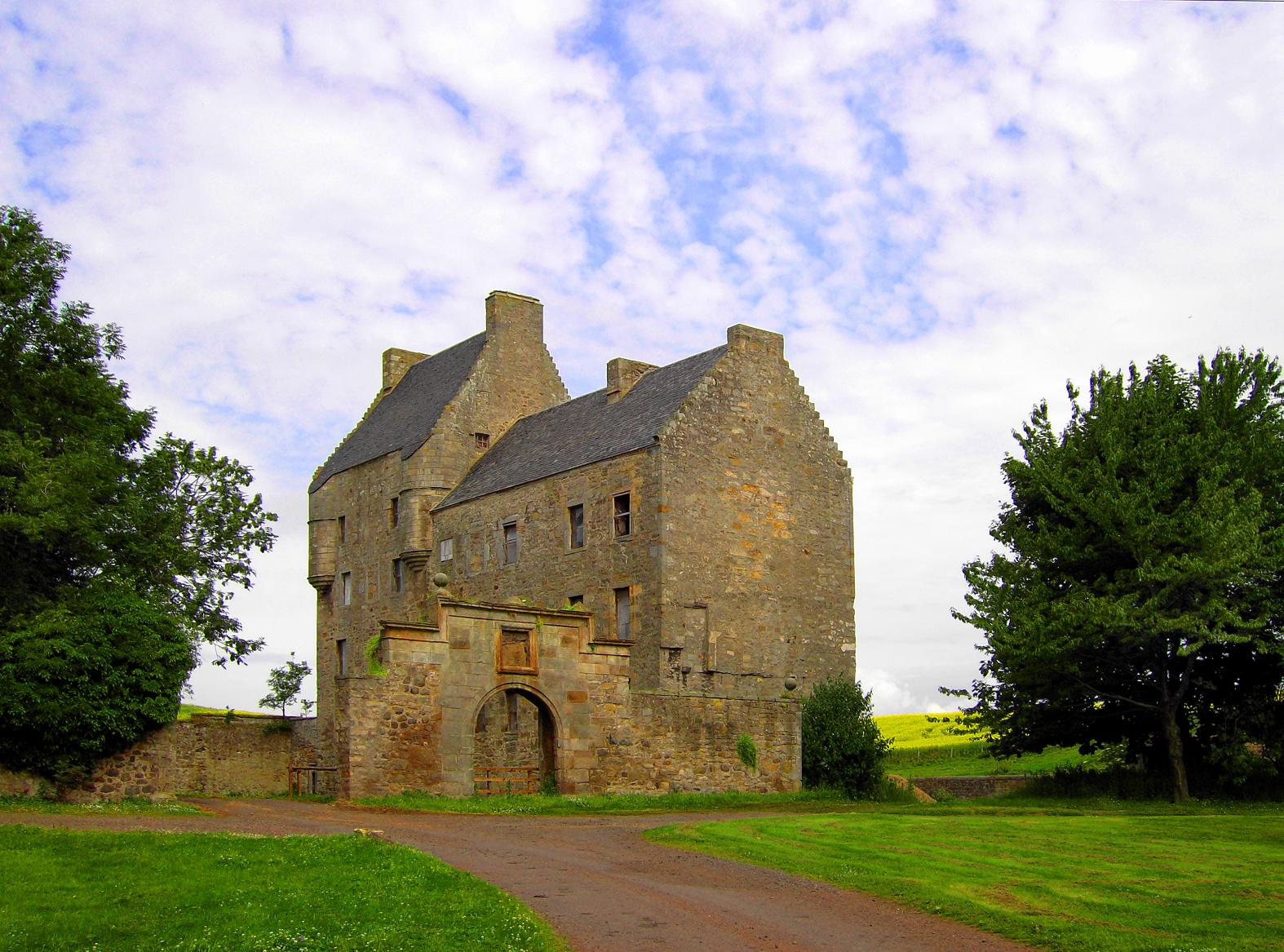
Lallybroch (Midhope Castle)

Claire fait connaissance avec la sœur de Jamie, Jenny, de son mari Ian, et de leur fils qui dirigent le domaine depuis le départ de Jamie. Malheureusement ce dernier est rapidement arrêté par les Anglais et emmené à la prison de Wentworth où il est condamné à mort. Dougal refuse de prendre le risque de le faire évader tant il est difficile de pénétrer dans la prison et propose à Claire de se marier avec lui ; Claire comprend alors que Dougal espère surtout récupérer les terres de Lallybroch. Elle refuse cette future union et parvient à entrer dans la prison avec l'aide des membres du clan,. Elle découvre Jamie dans une cellule, gravement blessé. Alors qu'ils tentent de s'enfuir, le capitaine Randall les surprend. Afin de sauver Claire, Jamie accepte de se soumettre à Randall. Celui-ci le torture et le viole. Claire et des hommes du clan reviennent le délivrer en lâchant un troupeau de vaches dans le fort. Jamie est emmené en France où il est soigné à l'Abbaye de Sainte Anne de Beaupré où vit son oncle Alexandre Fraser. Totalement abattu, Jamie ne souhaite que mourir. Révoltée par sa décision, Claire soigne sa main cassée et en usant de drogues chasse le fantôme de Randall. Elle lui révèle qu'elle est enceinte.

#### La rébellion jacobite (1744-1746)
1744, Jamie et Claire trouvent refuge au Havre chez le cousin Jared. Ce dernier, négociant en vin, devant s'absenter pour affaires, propose à Jamie de s'occuper de sa succursale à Paris. Le couple accepte. Décidant de faire confiance à Claire qui connaît la fin tragique du mouvement jacobite, ils prennent contact à la cour de Louis XV avec des sympathisants de la cause afin d'éviter la levée des fonds et espionner les Stuart. Claire se retrouve fortement désœuvrée, Jamie passant ses journées auprès de Charles Édouard Stuart appelé également Bonnie Prince Charlie et également ses nuits si bien que le couple s'éloigne.

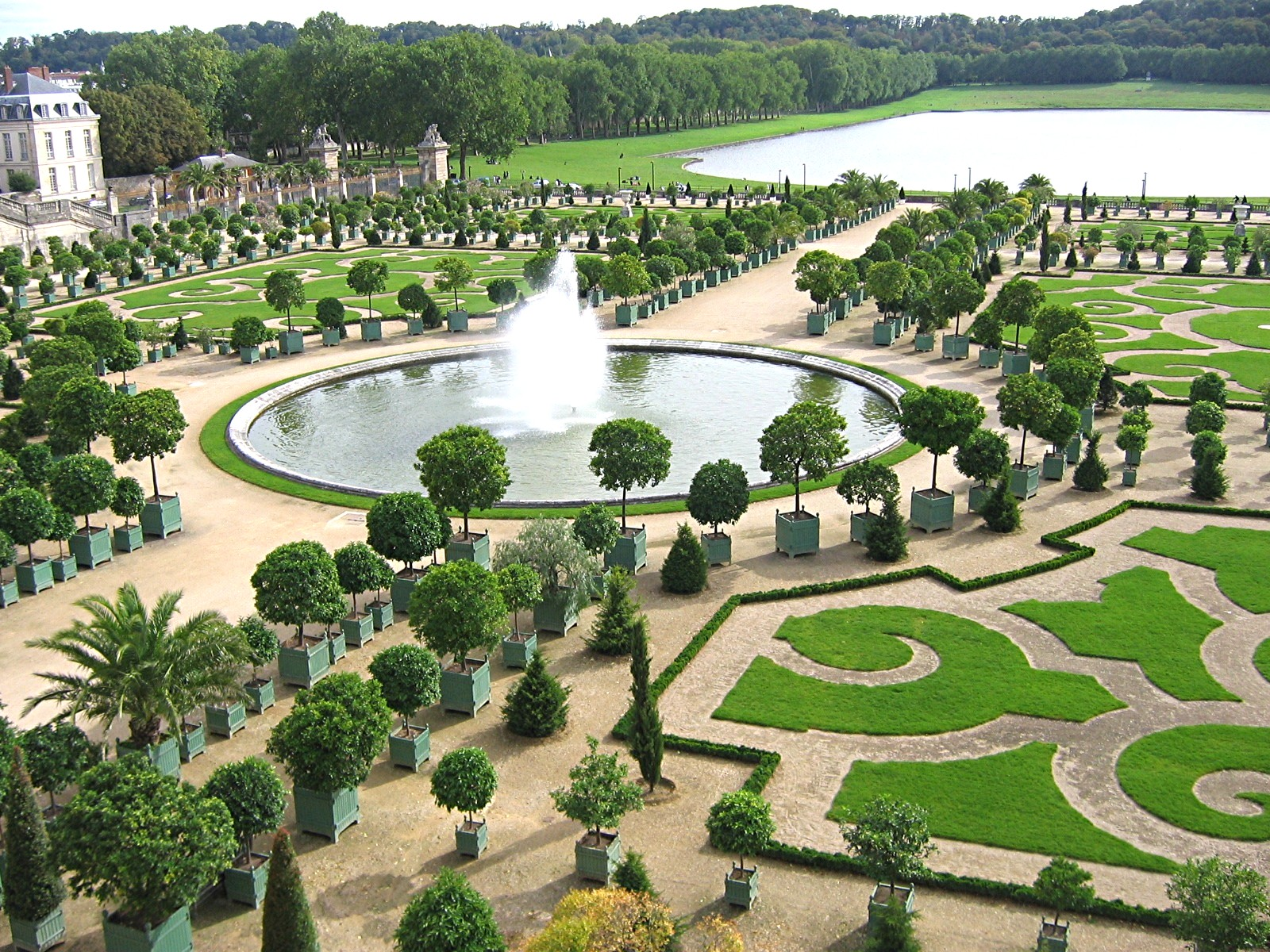
L’Orangerie du château de Versailles

Claire devient bénévole à l'hôpital des Anges. Un soir alors qu'elle sort très tard, elle se fait agresser avec son amie Mary Hawkins. La jeune femme est violentée quand les brigands prennent peur et découvrent que Claire est la dame blanche, surnom qu'emploie Jamie dans son entourage, aimant à dire que sa femme est une sorcière. Souhaitant se rendre au chevet de Mary, Claire croise Jack Randall. Elle supplie Jamie de ne pas le provoquer en duel. Mary doit se marier avec lui et attendre un fils, l'ancêtre de Frank. S'il le tue avant, il sacrifiera Frank. Jamie consent pour la seule raison que si elle est contrainte de le quitter, elle trouvera refuge auprès de son premier mari. Pourtant Jamie ne tient pas sa promesse et provoque Jack. En se rendant au Bois de Boulogne où a lieu le duel, Claire perd connaissance et est hospitalisée. Jamie et Jack sont arrêtés. Claire perd sa fille, baptisée Faith par la mère Hildegarde. Elle en veut terriblement à Jamie mais décide de rencontrer le roi Louis XV afin qu'il le libère. Il accepte à condition qu'elle se soumette à lui, ce qu'elle fait. Claire, tombant en dépression, se réfugie chez son amie Louise à Fontainebleau et découvre que Fergus, son page, ayant été violé par Randall, Jamie s'est vengé. Il vient enfin la voir après de longues semaines d'absence et apprend que leur fille est morte. La levée de fonds jacobite ayant été contrée et afin de panser leurs blessures, ils décident de rentrer à Lallybroch.

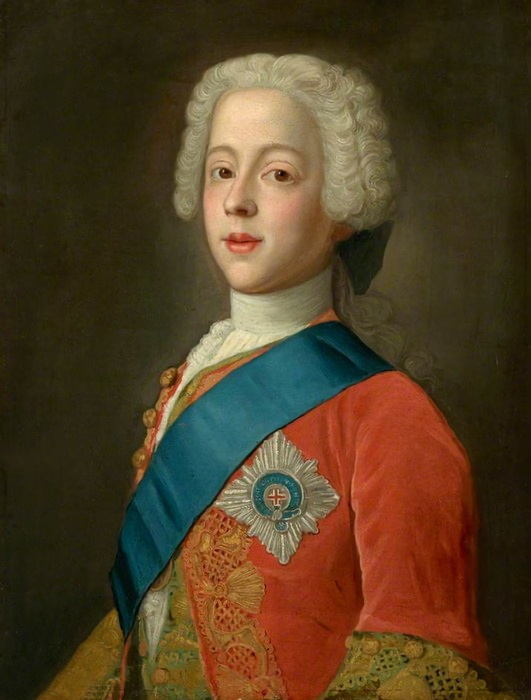
Portrait du prince Bonnie Charlie

Août 1745, Jamie apprend que Charles Stuart est en Écosse et qu'il fait de lui un de ses compagnons d'armes afin de récupérer son trône, ce qui fait de Jamie un traître de la couronne. Jamie est donc contraint de se battre. Le 21 septembre les Highlanders remportent la Bataille de Prestonpans. Résidant à Édimbourg, Claire retrouve Jack Randall au chevet de son frère qui est mourant. Il lui offre de soulager son frère et en échange de l'informer sur l'avancée des troupes anglaises. À la mort de son frère Colum, Dougal, désormais chef du clan, décide de rejoindre la cause jacobite. Jamie est alors contraint de lever des hommes auprès de son grand père, Lord Lovat, chef du clan Clan Fraser de Lovat (en). Le 28 janvier 1746 a lieu la Bataille de Falkirk, dernière victoire des Highlanders. Désespérant de la catastrophe qui s'annonce, Claire suggère même à Jamie de tuer le prince Charlie Stuart. Dougal surprend les propos de Claire qu'il a toujours considérée comme une traîtresse et une sorcière et s'en prend à elle. Jamie défend son épouse et tue son oncle. Il demande à ses hommes de le laisser mettre Claire en sécurité avant de le condamner. Jamie conduit Claire à Craigh na Dun afin qu'elle rejoigne Frank et qu'elle élève en toute sécurité leur nouvel enfant. Grâce à elle il sait que tous les Highlanders seront poursuivis et châtiés après la bataille de Culloden. Ils passent une dernière nuit ensemble et se disent adieu au matin du 16 avril 1746 alors que les Anglais surgissent dans leur refuge,.

### Claire Randall (1948-1968)
Mai 1948. Claire traverse une nouvelle fois la pierre de Craigh na Dun. Elle est hospitalisée à Inverness. Frank est fou de joie de la revoir tant il était désespéré par sa disparition alors que Claire, affaiblie et à nouveau enceinte, désire le quitter. Il refuse de divorcer et lui propose un nouveau départ, à Boston où il est nommé professeur. Frank ne parvient pas à renouer amoureusement avec Claire mais lorsque le bébé nait, Brianna, il décide de l'élever comme sa fille. En 1955, Claire reprend des études de médecine pour devenir chirurgien. Frank s'éloigne de plus en plus et collectionne les conquêtes. En 1966, Frank souhaite partir six mois en Angleterre avec Brianna et souhaite rompre. Claire refuse de se séparer de sa fille. La nuit de leur rupture, Frank se tue dans un accident de voiture. En poste à Boston, Claire est relevée de ses fonctions pour avoir aidé un patient à mourir. Elle décide de revenir en Écosse afin que sa fille découvre son pays d'origine. Frank ayant refusé que Brianna connaisse l'identité de son vrai père, Claire entreprend ce voyage afin de lui révéler ce qu'elle a vécu il y a vingt ans.
Avril 1968. Claire rend visite à Roger Wakefield à Inverness, fils du révérend Wakefield qu'elle avait rencontré en 1945 lors de leurs recherches. Devenu professeur, elle sollicite son aide afin de savoir si des soldats du clan Fraser ont survécu à la bataille de Cullonden. Elle souhaite également retrouver Geillis Duncan car celle-ci lui avait révélé qu'elle venait de 1968. Leurs recherches leur apprennent qu'un James Fraser du clan Fraser a survécu, qu'il a vécu dans une grotte pendant plusieurs années près de Lallybroch, qu'il a ensuite été emprisonné à Ardsmuir, mis en liberté conditionnelle à Helwater et définitivement libéré en 1764. Claire avoue alors à Brianna que Jamie est son père. La jeune fille est totalement ébranlée alors que Roger est totalement fasciné par son histoire, retrouvant des coupures de journaux de l'époque évoquant sa disparition et sa réapparition trois ans après, enceinte. Lors de la visite d'une église, Claire découvre dans le cimetière de Sainte-Kilda la tombe de Jack Randall et non loin de là celle de Jamie Fraser tendre époux de Claire. Brianna qui a hérité du tempérament fougueux de son père se prend aussi de passion pour cette histoire et pour toutes les épreuves que son père a endurées. Ils ont la preuve que Jamie est toujours vivant en 1766 et que si elle souhaite le rejoindre maintenant elle devrait pouvoir revenir 200 ans en arrière. Claire prend ses dispositions à Boston, démissionne et revient à Inverness en octobre. Roger étant tombé amoureux de Brianna, ils ont continué leurs recherches et ont découvert un document imprimé par un Alexander Malcolm d'Édimbourg dont l'orthographe ressemble étrangement à celui qu'elle a signé avec Jamie et qui léguait Lallybroch à son neveu.

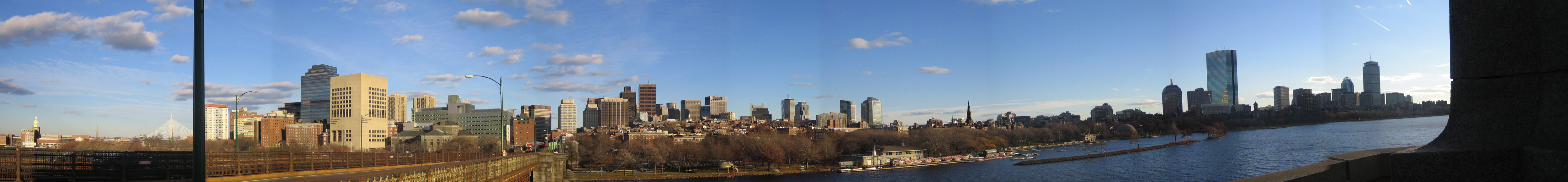
Vue panoramique de Boston

Geillis, passionnée par la rébellion jacobite, traverse la pierre de Craigh Na Dun sous les yeux de Claire avant que celle-ci puisse lui parler. Avec la bénédiction de sa fille, Claire retourne dans le passé.

### Claire Fraser (1766-....)

#### Le retour (1766-1767)
Novembre 1766, Claire entre à Édimbourg dans l'imprimerie tenue par Alexander Malcolm et y découvre Jamie. Il est saisi d'effroi par son apparition et fou de joie quand il se rend compte qu'elle est bien réelle. Claire réalise qu'elle s'est préparée à cette nouvelle rencontre et qu'elle surprend Jamie dans une vie où elle n'a peut-être plus sa place. Elle le rassure sur le fait qu'elle souhaite rester à ses côtés s'il veut encore d'elle. Il accepte lui révélant pourtant qu'il n'est plus celui qu'il était il y a vingt ans. Elle lui apprend la naissance de leur fille Brianna et lui montre des photos qu'elle a emportées avec elle. Lors de leur première nuit, elle découvre qu'il vit dans une maison close, qu'en plus d'être imprimeur il fait du trafic d'alcool et qu'il a toujours autant d'ennemis qu'avant. Son imprimerie est incendiée, son neveu Ian, disparu de Lallybroch, est retrouvé dans les cendres et ramené manu militari à Lallybroch. Claire est accueillie assez froidement par sa belle-sœur Jenny. Jamie explique rapidement qu'elle s'était réfugiée en France et qu'elle vient de retrouver sa trace. Laoghaire débarque dans leur chambre et Claire découvre que Jamie s'est marié avec elle. Folle de rage elle quitte le domaine mais Ian la persuade de revenir quand Jamie est mourant, Laoghaire venant de lui tirer dessus. Elle consent à le soigner et Laoghaire demande que son mariage soit annulé, Jamie l'ayant abandonnée et lui étant déjà marié. Elle réclame par contre un dédommagement financier notamment pour la dot de ses filles. N'ayant pas le choix, il incite Ian à nager jusqu'au trésor de la rébellion jacobite qu'il a découvert lorsqu'il était emprisonné à Ardsmuir. Sur place, Ian est enlevé par des marins et Jamie n'a pas d'autre choix que de partir à sa recherche.

Armoiries de la Jamaique

1767, Jamie, Claire et Fergus rejoignent Le Havre afin que le cousin Jared les aide à affréter un navire pour retrouver Ian. Ils embarquent et voguent vers la Jamaïque. En mer, ils sont accostés par un navire anglais le Porpoise dont l'équipage est souffrant. Claire accepte pour quelques heures de leur porter secours lorsqu'elle s'aperçoit que le navire s'éloigne de l'Artémis. À bord, elle découvre que Jamie a été découvert et qu'il va être remis aux autorités en arrivant à la Jamaique. Elle fait connaissance de Lord John Grey le nouveau gouverneur de l'île. Elle décide de s'enfuir à la nage et est recueillie sur l'île Hispaniola par un prêtre défroqué. Jamie parvient à la retrouver et voguent vers la Jamaïque. Sur place, ils se font passer pour des négociants français. John Grey accepte de leur prêter un navire et Claire découvre que Jamie a eu un fils qu'a recueilli le gouverneur. Ian est retrouvé dans la plantation de Mrs Abernathy qui n'est autre que Geillis Duncan, propriétaire du trésor en fidèle jacobite qu'elle était. Ian délivré, ils s'enfuient en bateau, toujours poursuivi par le Porpoise et font naufrage dans la colonie de Géorgie aux Amériques.

#### Fraser's Ridge (1767-1770)
Juin 1767. Deux mois après leur naufrage, Jamie et Claire, accompagnés de Fergus et de Ian se rendent en Caroline du Nord où l'oncle de Jamie, Hector Cameron a émigré avec sa femme Jocasta après les représailles de la bataille de Culloden et a construit une plantation de térébenthine. En chemin, dans la ville de Wilmington, ils font la connaissance du gouverneur Tyron de la Province de Caroline du Nord qui propose aux immigrants écossais exilés depuis les Highland Clearances en 1708 des terres à exploiter afin d'accroître l'économie de la colonie. Sa proposition intéresse fortement Jamie mais il sait la colonie également semée de troubles à cause des Régulateurs (en), un groupe de rebelles et suppose que le gouverneur souhaite également recruter des hommes de mains. Préférant réfléchir à sa proposition, les Fraser parviennent jusqu'à River Run, où ils découvrent que l'oncle Hector est mort récemment et que sa tante devenue aveugle dirige seule sa plantation. Jocasta, sa tante maternelle, accueille avec plaisir toute la famille et n'ayant pas d'enfant souhaite que Jamie devienne son héritier. L'offre est également intéressante mais le couple est très réticent à l'idée de diriger une plantation avec des esclaves, Jamie souhaitant de plus rester son propre chef. Il a 45 ans, une famille à protéger et à faire vivre mais n'a encore rien pu offrir de concret à Claire, un toit, un foyer. Il est partagé par les deux propositions qui lui sont faites. Claire ne souhaitant pas décider pour lui, lui assure qu'elle restera à ses côtés quel que soit son choix.

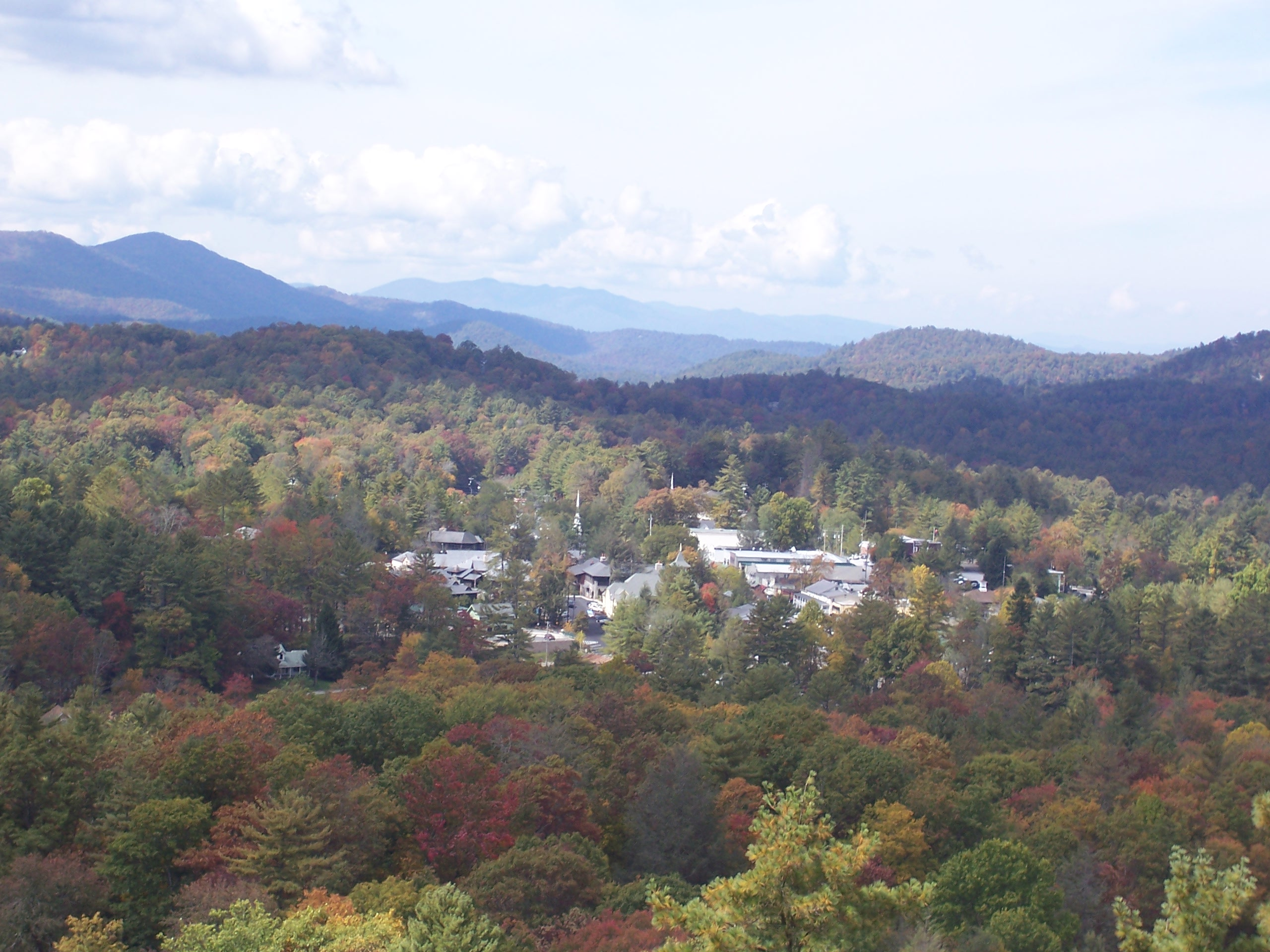
Highlands (Caroline du Nord)

Claire le met en garde contre la Guerre d'indépendance des Etats-Unis qui va commencer en 1776. Jamie ne souhaite pas y prendre part, ne voulant pas se battre pour un pays qui n'est pas le sien mais a le désir de contribuer à la construction du pays dans lequel est née sa fille. Plus au nord dans les montagnes, ils découvrent des terres fertiles où poussent des fraises. Jamie y voit un signe car la fraise est l'emblème de son clan, Fraser vient du français Fraiselière. Séduit par le site, il décide d'accepter l'offre du gouverneur et d'y construire un domaine agricole semblable à celui de Lallybroch. Claire pressent qu'il va devoir retourner en Écosse afin d'y recruter des fermiers et qu'il est possible qu'il meure là-bas, puisqu'il est enterré au cimetière de Sainte-Kilda. N'ayant pas les moyens de retourner en Écosse, il peut engager ses anciens compagnons de prison d'Ardsmuir qui ont été déportés et qui ont purgé leur peine sur le sol américain.
Octobre 1767. Claire s'occupe du foyer, une cabane, qu'elle partage avec Jamie et Ian, ces derniers accumulant les provisions afin de préparer l'arrivée de l'hiver. Elle prend conscience de la dangerosité de sa nouvelle vie lorsqu'elle se retrouve seule, isolée, que Jamie peut se faire tuer à tout moment (animal, tir de fusil) et qu'elle peut définitivement le perdre. Dans ces montagnes vit notamment une tribu Tuscaroras avec qui les Fraser vivent en bon voisinage. La chamane du village tient particulièrement à rencontrer Claire car elle a rêvé d'elle. Elle lui révèle qu'elle a des pouvoirs de guérison bien plus puissants qu'elle ne pense. « Quand vos cheveux seront aussi blancs que les miens, vous sentirez alors toute l'étendue de votre pouvoir ».
Octobre 1768. Le domaine Fraser's Ridge compte une trentaine de familles de colons. Le domaine se consacre à l'élevage, la culture de céréales puis à la distillerie d'alcool. Claire soigne les malades du domaine, participe aux tâches quotidiennes. Lord John Grey leur rend visite, accompagné du fils de Jamie, William. L'enfant âgé d'une dizaine d'années ne reconnait pas Jamie. Grey le présente comme son ancien compagnon d'armes. Sa femme Isobel, est décédée sur le navire qui l'amenait à la Jamaïque. Celle-ci possédait une propriété dans la colonie de Virginie qu'elle lègue à son fils. Le mandat de gouverneur de John arrivant à son terme, il souhaite visiter les terres afin de savoir s'il va s'y installer. Claire fait ainsi la connaissance de son beau-fils. Outre la ressemblance avec Jamie c'est celle avec Brianna enfant qui la trouble le plus.
Septembre 1769. Fergus ayant agressé un soldat anglais, Jamie doit se rendre au tribunal de Wilmington afin de le faire libérer. Dans une taverne une jeune femme l'accoste. C'est Brianna, sa fille, qui a décidé de traverser le cercle de pierres car non seulement elle a très envie de le connaître mais dans ses recherches elle a découvert que ses parents étaient décédés dans l'incendie de leur maison en 1776.

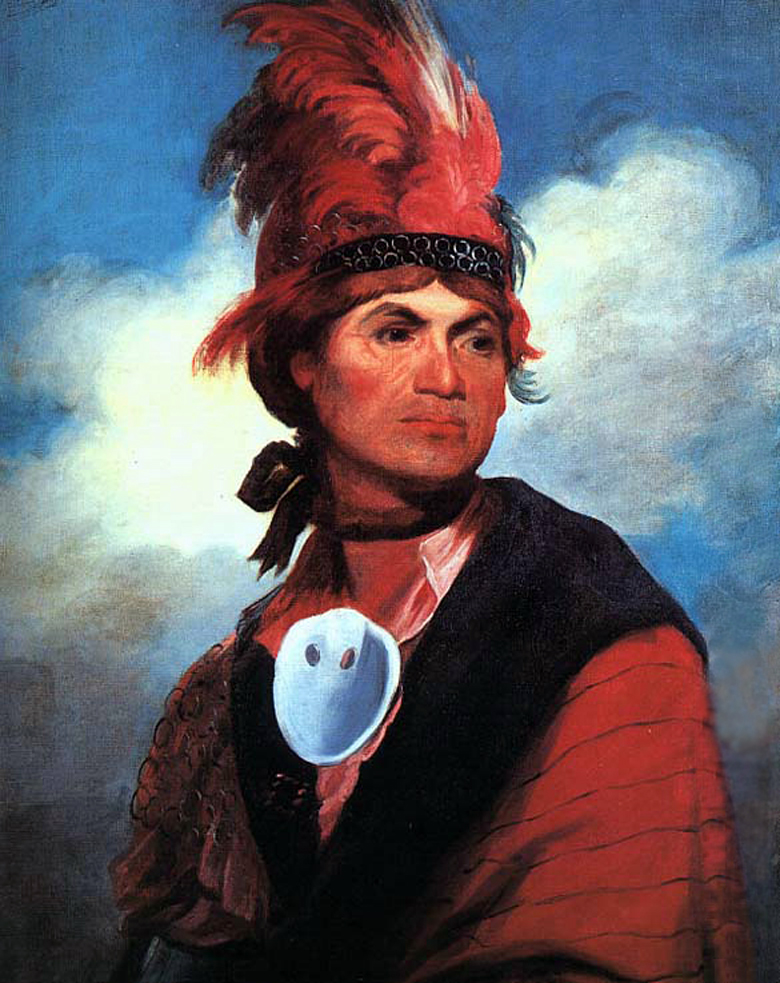
Joseph Brant (Mohawks) par Gilbert Stuart, 1786

Jamie et Claire sont fous de bonheur. Brianna attend l'arrivée de Roger afin de retourner en Écosse. Même si cela fait trois années que Claire n'a pas vu sa fille, elle la trouve soucieuse. Celle-ci lui révèle qu'elle est enceinte non pas de Roger mais de Stephen Bonnet, qui l'a violée afin de pouvoir récupérer l'alliance qu'il avait volée à sa mère. Elle ne souhaite pas en parler à son père et préfère attendre le retour de Roger. Claire lui conseille de repartir le plus tôt possible en Écosse avant l'hiver pour retourner à Craigh na Dun ou d'utiliser l'autre passage situé en Jamaïque car quand l'enfant sera là elle ne pourra plus repartir mais Brianna préfère rester.
Jamie apprend que Brianna est enceinte et est outré que Claire puisse proposer à sa fille de la faire avorter. Claire souhaite lui proposer le choix de cette grossesse non désirée même si elle est consciente des conséquences. Brianna risque de mourir.
Février 1770. Roger n'est toujours pas arrivé à Fraser's Ridge. Alors que Brianna dessine un portrait de Roger afin de poursuivre les recherches, Jamie lui avoue que Roger est bien arrivé mais que Lizzie sa servante l'avait dénoncé comme son violeur. Il l'a alors vendu à une tribu iroquoise. Claire est partagée entre la souffrance de sa fille et celle de son mari. Jamie souhaitant réparer sa faute décide d'aller chercher Roger. Sur les conseils de sa fille, Claire part avec lui car dit-elle s'il part seul et qu'il ne le retrouve pas, il risque de ne pas revenir et elle risque de le perdre. Roger est retrouvé dans une tribu Mohawks et Claire connait enfin la signification d'une opale qu'elle a trouvée près d'un cadavre dont la dentition contenait un plomb. Il y a un autre passage du temps en Caroline du nord. Roger est délivré en échange de Ian, mais, celui-ci, en apprenant que Brianna n'est peut-être pas enceinte de lui, souhaite retarder son voyage de retour. Même s'il a récupéré les pierres de Geillis nécessaires au passage, il comprend que s'il souhaite repartir il ne pourra le faire que seul.
Mai 1770, Claire procède à l'accouchement de sa fille qui met au monde un garçon prénommé Jeremiah. Roger se refusant à repartir sans elle, décide de rester à ses côtés et de reconnaître l'enfant, les Fraser étant désormais sa seule famille, lui descendant des amours de Dougal MacKenzie et de Geillis Duncan, devenant le descendant du neveu de Jamie et Claire.

#### La guerre de Régulation (1770-1772)

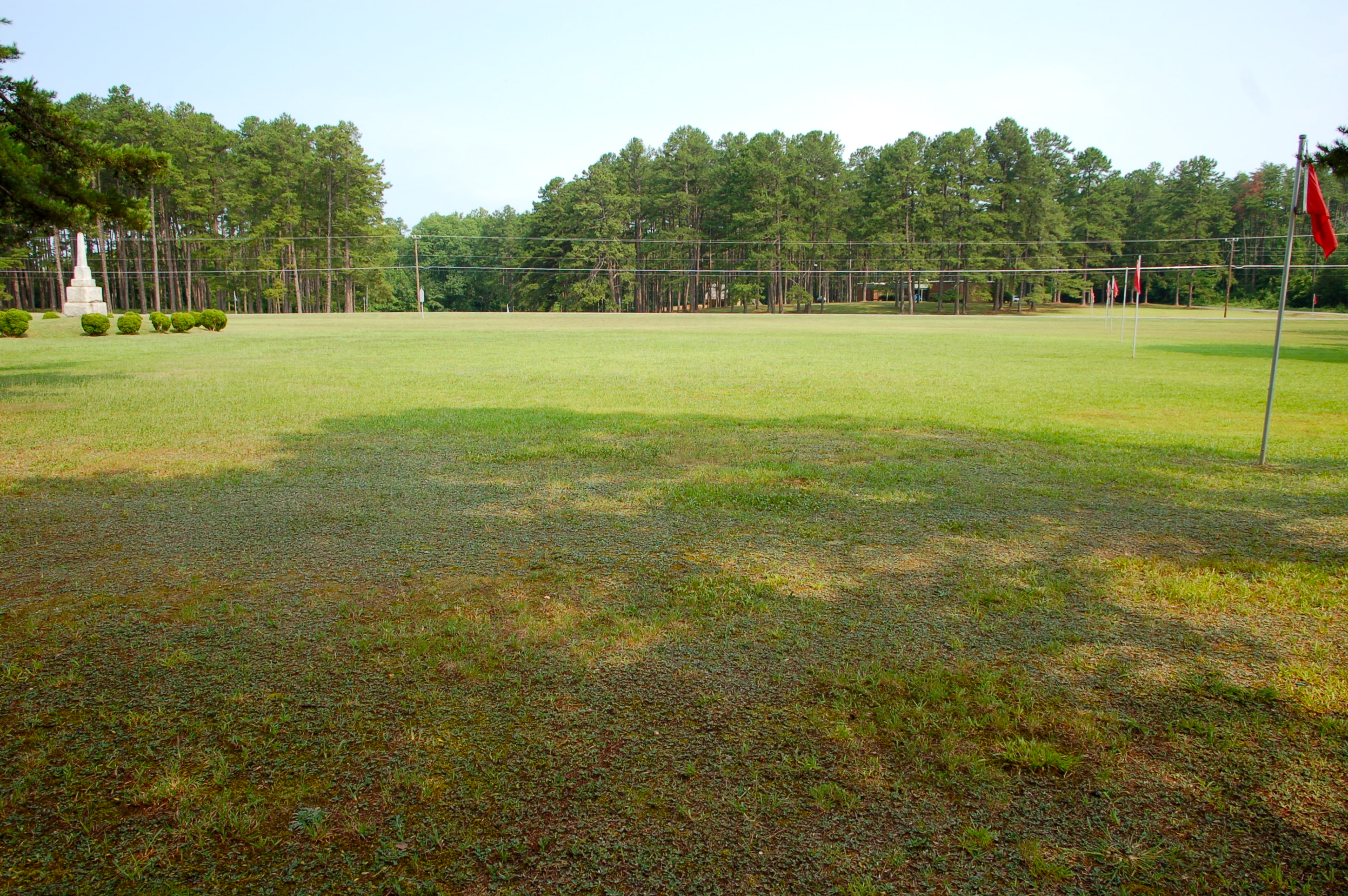
Champ de bataille d'Alamance (Alamance Battleground)

À la suite du massacre de Boston en mars, le gouverneur Tryon lève une milice et ordonne à Jamie, nommé colonel, d'enrôler trente hommes issus de son domaine afin de juguler la révolte des Régulateurs. Après de nouveaux heurts à Hillsborough en septembre, Jamie et sa milice doivent rejoindre d'abord Brownsville puis Alamance où mille six cents miliciens contre deux mille régulateurs mènent le 16 mai 1771 la bataille d'Alamance (en) qui met fin à la guerre de Régulation (en). Claire décide de l'accompagner, rejointe ensuite par Brianna qui l'aide à soigner les blessés. Roger est pendu par erreur par William MacKenzie pour sauver sa peau, et survit à ses blessures.
Jamie est toujours sur les traces du violeur de sa fille Stephen Bonnet qui violente également sa tante Jocasta afin de récupérer l'or que Louis XV a envoyé en Écosse pour la révolte des Jacobites et que son oncle Hector a caché. De passage à Wilmington pour son commerce de whisky, Bonnet agresse Claire afin d'enlever Jemmy qu'il pense être son fils. Brianna lui tire dessus en lui assurant que Roger est bien le père de son fils.
En octobre 1772, Ian revient seul à Fraser's Ridge avec en mains le journal intime de Robert Springer qui en 1968 a décidé de traverser le cercle de pierres afin d'aider les Indiens à combattre les Européens.

#### Les Patriots (1773-1776)
Avril 1773, la colonie subit de nombreux méfaits : meurtres, incendies de maisons, notamment par d'anciens régulateurs. Le major MacDonald incite Jamie à créer sa propre milice et à devenir un agent indien afin de se lier avec les Indiens au profit de la couronne. Malgré cela, Claire est victime d'un enlèvement et d'un viol. Les Fraser deviennent de plus en plus impopulaires sur leurs terres car ils tardent à choisir leur camp : soit anglais soit colonial. À la suite du décès de Malva, Claire est accusée de meurtre et évite le lynchage en se rendant à la justice. Les représentants de la couronne se faisant de plus en plus rares, elle devient la prisonnière et la secrétaire du nouveau gouverneur Josiah Martin (en).

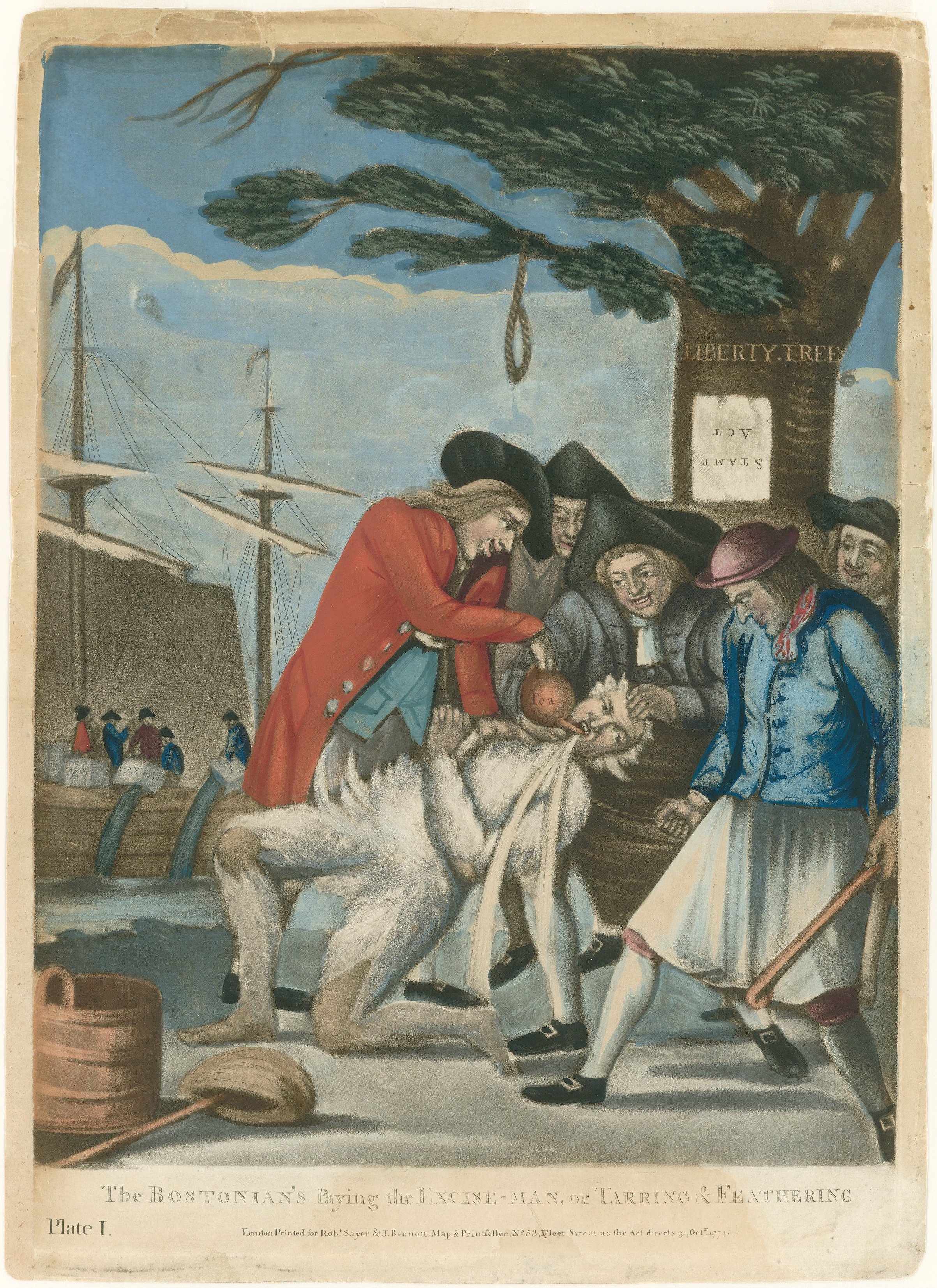
Affiche de propagande britannique représentant l'application du goudron et des plumes

1776, le major Donald MacDonald demande à Jamie de se joindre aux Highlanders contre les rebelles. Jamie refuse malgré son serment à Georges III après Culloden. S'estimant pour la liberté et rejetant le serment qu'il a prononcé alors qu'il était prisonnier, Jamie choisit de se battre contre son clan. Le 27 février, les Patriots déciment l'armée britannique lors de la Bataille de Moore's Creek Bridge à Wilmington. Brianna donne naissance à une fille, Amanda. Celle-ci nait avec une malformation cardiaque que Claire ne peut opérer. Brianna et Roger décident alors de retraverser le cercle de pierres. Claire décide de rester.

#### Le retour en Écosse (1777-1778)

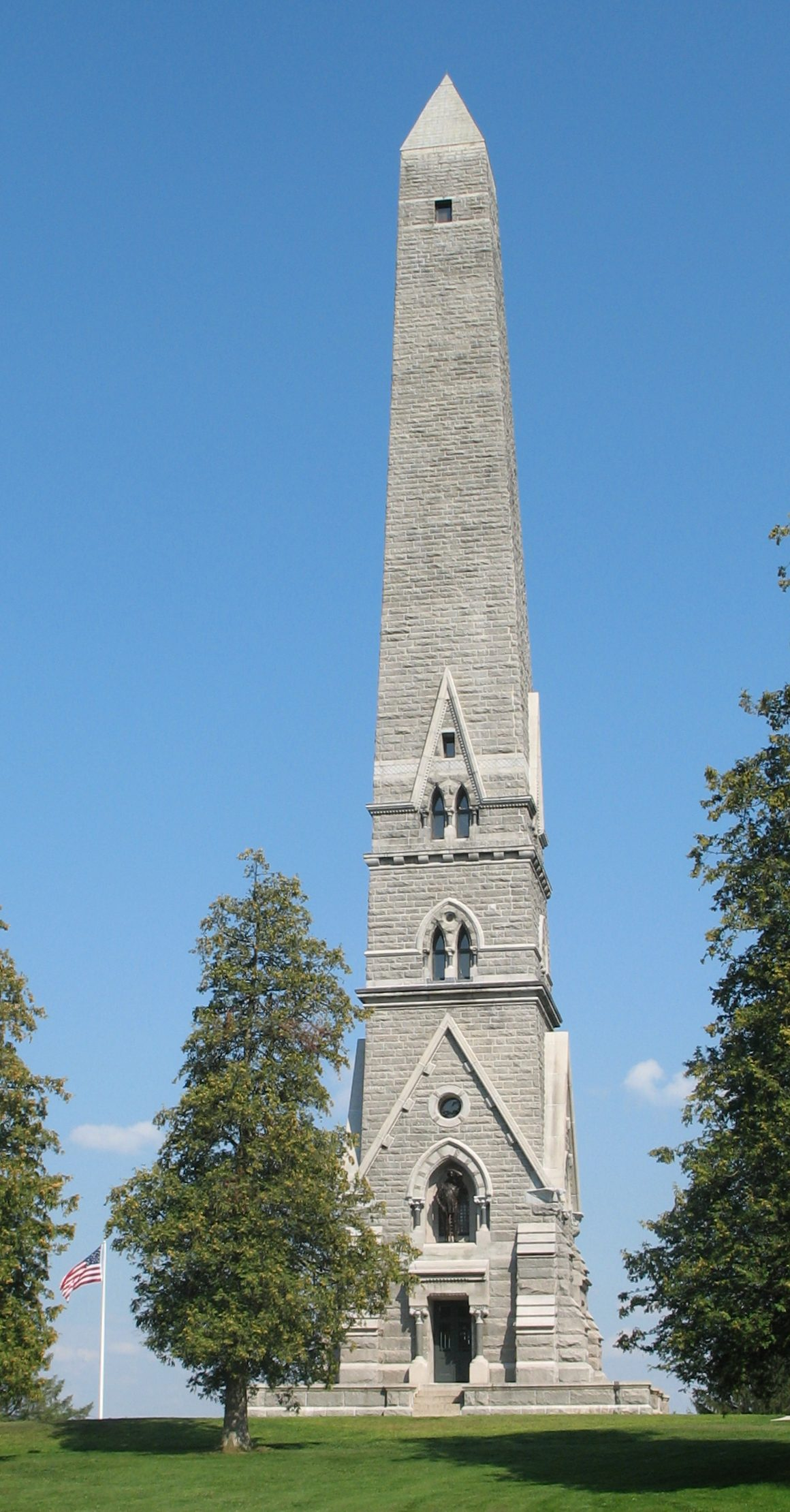
Tour commémorative des Batailles de Saratoga

Jamie souhaite momentanément rentrer en Écosse afin d'y récupérer sa presse d'imprimerie et éviter ainsi de prendre part à la guerre. Jamie, Ian et Claire quittent Fraser's Ridge en mars 1777 et se retrouvent malgré eux impliqués dans la guerre d'indépendance. Retranchés au Fort Ticonderoga avec l'armée américaine, ils doivent fuir le siège devant l'armée britannique en surnombre. Ils prennent part ensuite aux Batailles de Saratoga jusqu'en octobre où l'armée britannique est vaincue et pendant lesquelles Jamie est l'ennemi de son fils William. La famille Fraser embarque pour l'Écosse avec le cercueil du général de brigade britannique Simon Fraser of Balnain, un parent de Jamie afin de l'enterrer sur ses terres.
À Édimbourg, Jamie récupère sa presse et la famille se rend à Lallybroch où Ian se meurt. Claire doit rejoindre Philadelphie précipitamment pour opérer le fils de Fergus. Jenny, veuve, embarque avec Jamie pour les États-Unis mais le bateau fait naufrage et ne compte aucun survivant. Claire qui s'est réfugiée chez Fergus et qui prend part à ses activités d'espionnage est sur le point d'être arrêtée. Afin de la protéger, Lord John Grey lui propose de l'épouser. Claire accepte.

#### La Bataille de Monmouth (1778)

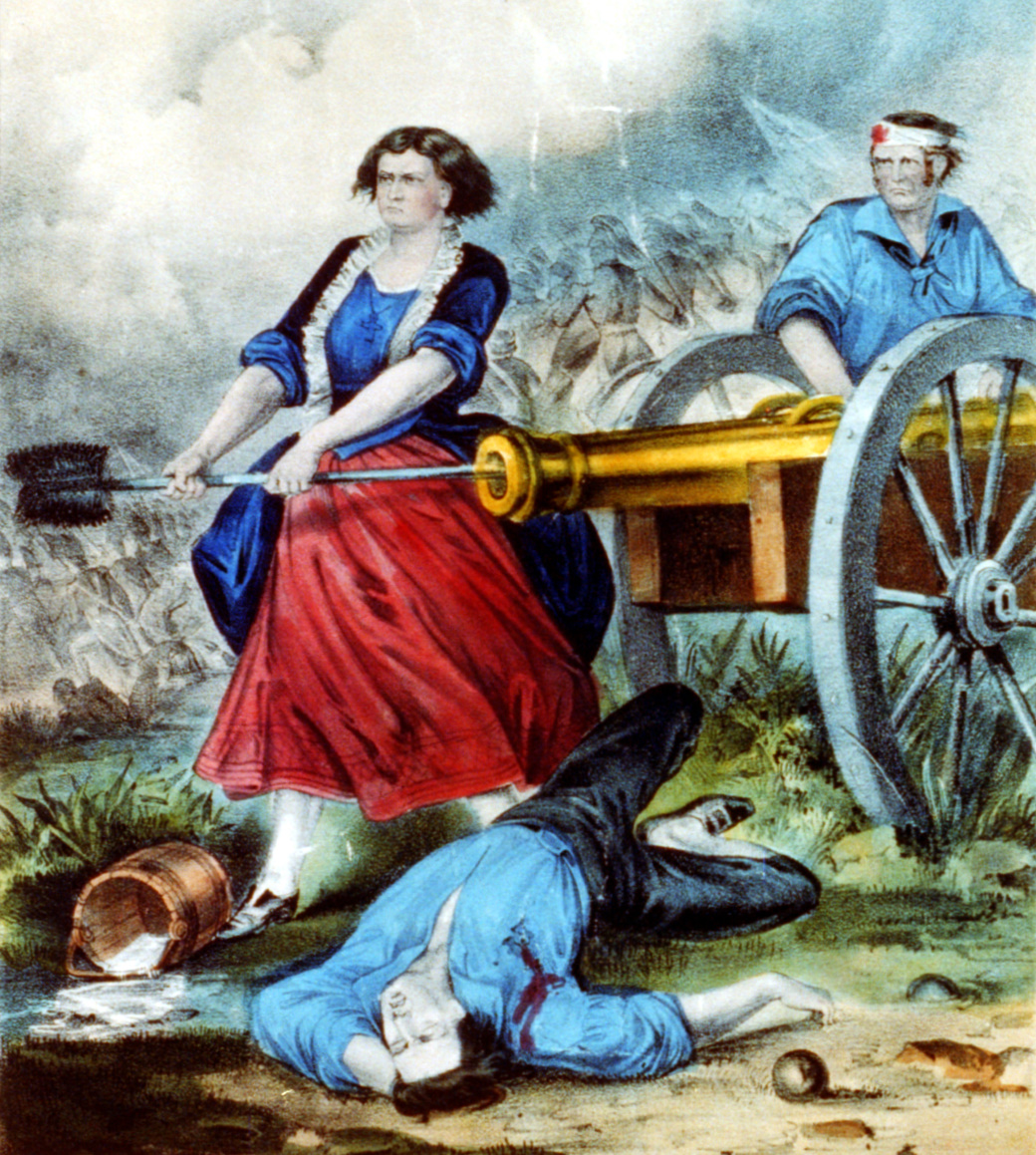
Mary Pitcher à la Bataille de Monmouth

Grey tout comme William sont faits prisonniers par les troupes continentales. Jamie promu général par George Washington, Claire le suit en tant que médecin dans cette nouvelle bataille aux côtés des troupes françaises dirigées par La Fayette. Elle réalise qu'elle participe à la Bataille de Monmouth du 28 juin 1778 dans laquelle elle se souvient notamment de l'histoire de Molly Pitcher (en) racontée dans les livres d'histoire, l'épouse d'un artilleur occupée au ravitaillement et à la charge des canons. Alors que l'ennemi se retire, Claire est touchée par un tir.